# إيمي لانديكر
إيمي لانديكر (مواليد 30 سبتمبر 1969) ممثلة تلفزيونية مسرحية وأفلام أمريكية عرفت بأداءها أدوار مساندة في أفلام دان في الحياة الحقيقية (2007)، رجل جاد (2009)، و فيلم كل شيء مشرق (2013) .

## نشأتها
ولدت لانديكر في 30 سبتمبر 1969 في شيكاغو، إلينوي. وهي ابنة جون ريكوردز لانديكر، وهو مقدم برامج إذاعية من شيكاغو. وكان أحد أجدادها من جهة والدتها المحامي جوزيف ن. ويلش. وكان جدها من جهة والدها لاجئًا يهوديًا ألمانيًا. التحقت بجامعة ويسكونسن ماديسون، حيث درست المسرح.

## روابط خارجية
- إيمي لانديكر على موقع IMDb (الإنجليزية)
- إيمي لانديكر على موقع ألو سيني (الفرنسية)
- إيمي لانديكر على موقع أول موفي (الإنجليزية)
- إيمي لانديكر على موقع قاعدة بيانات الأفلام السويدية (السويدية)
- إيمي لانديكر على موقع قاعدة بيانات الفيلم (الإنجليزية)
- إيمي لانديكر على موقع كينوبويسك (الروسية)

إيمي لانديكر في قاعدة بيانات أقل من برودواي على الإنترنت